# 潘一柱
潘一柱（？—？），字用大，號鼎石，雲南永昌卫軍籍（在今云南保山市）浙江湖州府归安县人，明朝政治人物。

## 生平
万历二十八年（1600年）庚子科云南乡试舉人，萬曆三十二年（1604年），登甲辰科进士，礼部觀政，三十三年授中書舍人，三十八年考选，四十年授四川道御史，巡视厂库，四十一年丁憂，四十六年补原职，巡按廣西。